# Grotte di Nettuno

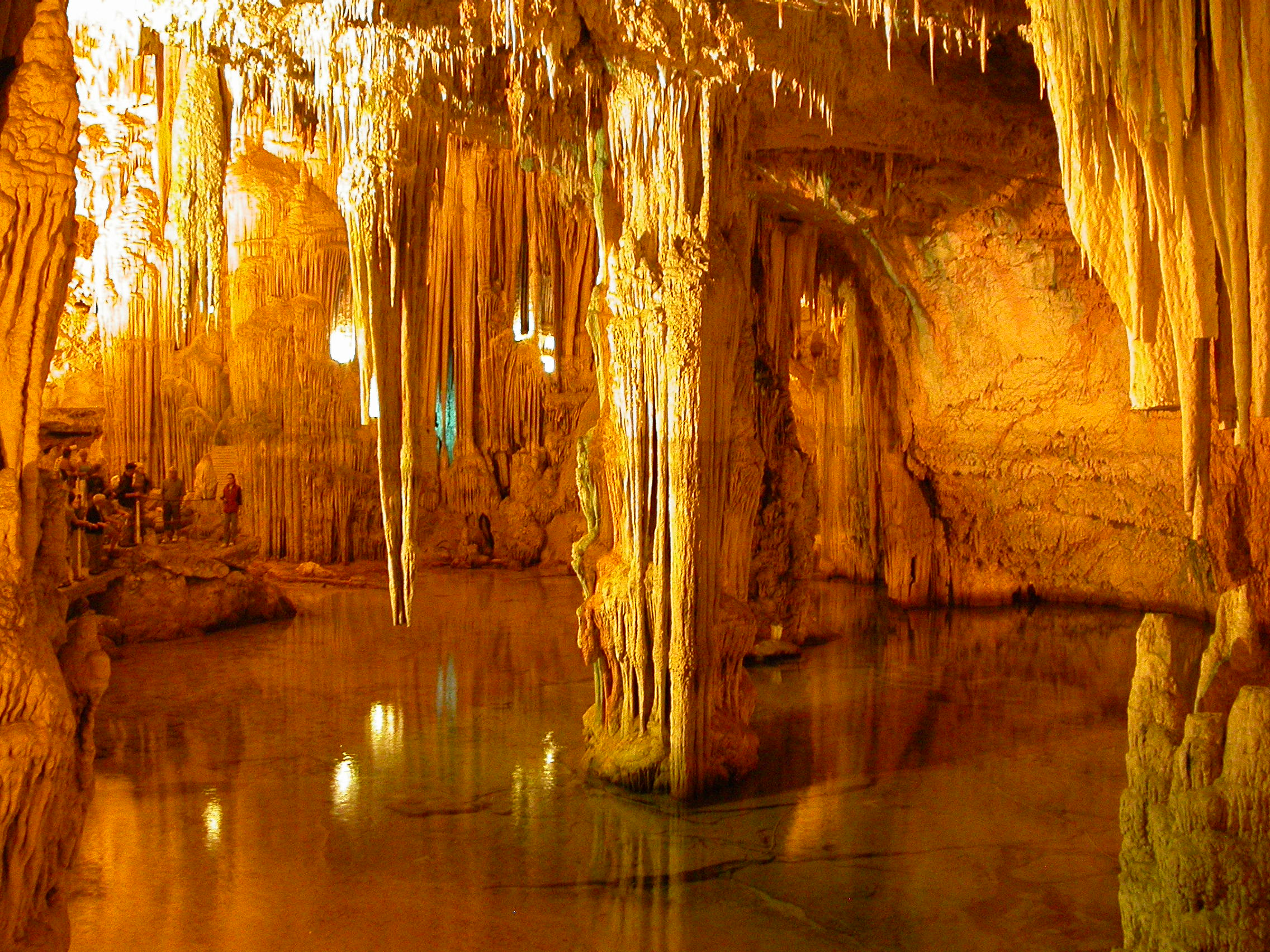
Der Hauptraum

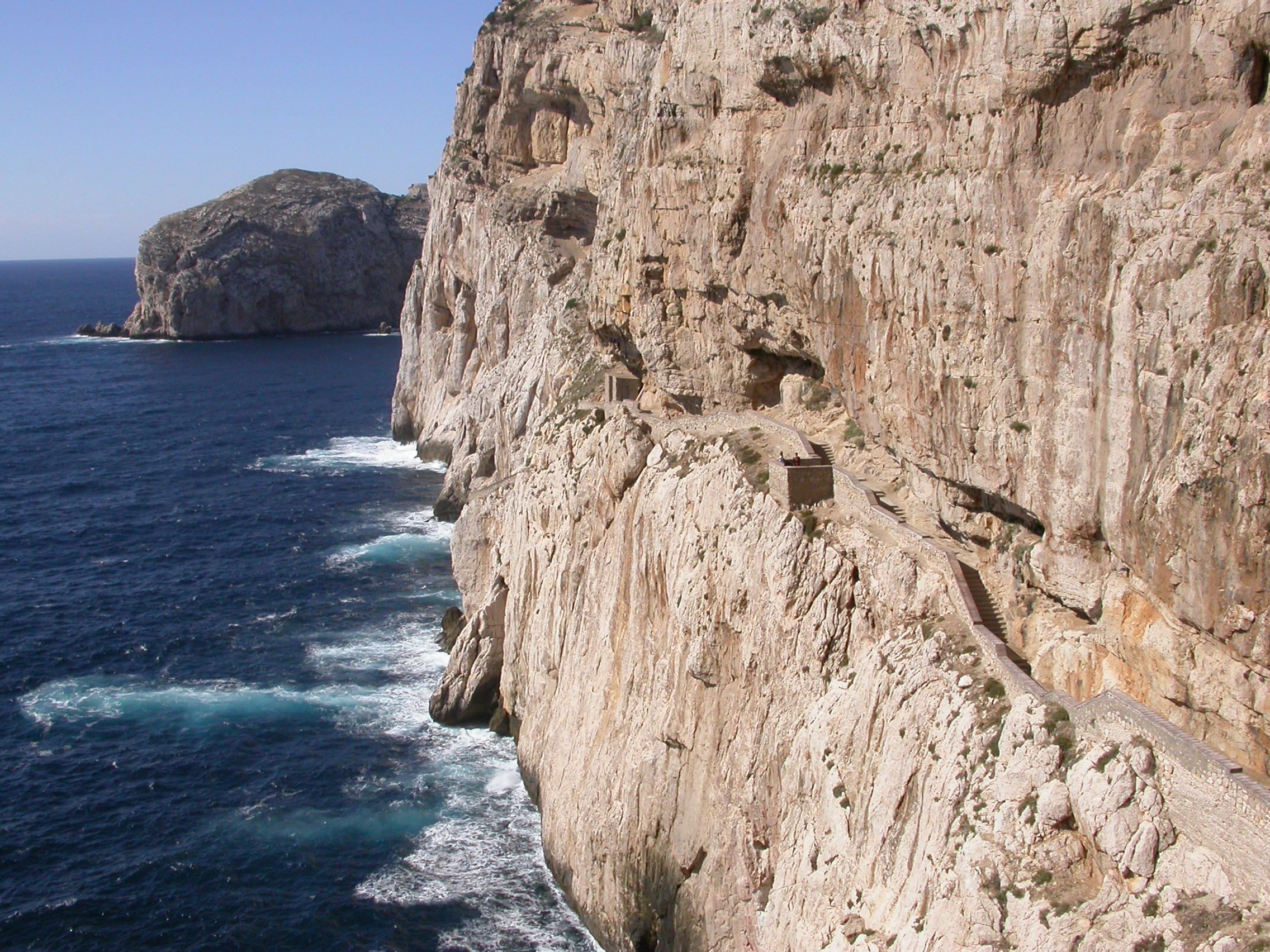
Zugangsweg

Die Grotte di Nettuno (deutsch Neptungrotte) sind eine Tropfsteinhöhle bei Alghero in der Metropolitanstadt Sassari auf der italienischen Insel Sardinien, nahe dem Capo Caccia, um das sich ein maritimes Schutzgebiet erstreckt. 
Die Grotte liegt einen Meter über dem Meeresspiegel am Fuße einer 110 Meter hohen steilen Felswand und ist nur bei ruhiger See zu besichtigen. Sie ist über eine 654 Stufen zählende Treppe in der fast senkrechten Steilwand, der Escala del Cabirol (deutsch: Rehleiter), zu erreichen. Alternativ kann man auch an einer weniger anstrengenden Bootstour von Alghero oder einem nahe gelegenen Parkplatz aus teilnehmen.
Von dem weitverzweigten, etwa vier Kilometer langen Höhlensystem sind der Öffentlichkeit nur einige hundert Meter zugänglich. Im Rahmen einer Führung können Tropfsteingebilde, Kalksinterablagerungen und ein kleiner etwa 120 Meter langer Salzwassersee, der mit dem Meer verbunden ist, besichtigt werden. Erklärungen erfolgen über fest installierte Lautsprecher auf Italienisch, Englisch und Deutsch.